# Szatmári Csaba (labdarúgó, 1994)
Szatmári Csaba (Debrecen, 1994. június 14. –) magyar labdarúgó, a DVTK játékosa, posztját tekintve hátvéd.

## Pályafutása

### Klubcsapatokban

#### Debrecen
A 19 évesen, 2014. január 7-én csatlakozott a Debreceni VSC első csapatához. Már ebben az évben lehetőséget is kapott, hogy a felnőttek között bemutatkozhasson, hat Magyar Ligakupa és egy Magyar Kupa mérkőzésen szerepelt.
Részese volt a 2013–14-es szezonban elért bajnoki címnek, majd a 2020–21-es idényben az NB II megnyerésének. 2012 és 2021 között 91 bajnoki mérkőzésen játszott és 7 gólt szerzett.

#### Diósgyőr
2021-túl a DVTK játékosa lett. A 2022–23-as szezonban a másodosztályban bajnoki címet szerzett.
2025. február 1-jén az Újpest FC elleni bajnoki mérkőzésen gólt szerzett, majd a 66. percben súlyos sérülést szenvedett.

## Sikerei, díjai
Debreceni VSC
- NB I bajnok: 2013–14
- NB II bajnok: 2020–21

 Diósgyőri VTK
- NB II bajnok: 2022–23